# كرم تونتشري
كرم تونتشري (بالتركية: Kerem Tunçeri)‏ مواليد 14 أبريل 1979 في إسطنبول، هو لاعب كرة سلة تركي. بدأ مسيرته الاحترافية في سنة 1997. حقق المركز الثاني في بطولة أمم أوروبا لكرة السلة 2001.

## المسيرة الاحترافية
لعب مع غلطة سراي لكرة السلة في الدوري التركي من سنة 1997 إلى 1999، ثم لعب مع أنادولو إفيس من سنة 1999 إلى 2004، ثم لعب مع أولكرسبور في موسم 2004–2005، ثم لعب مع بشكتاش لكرة السلة في الدوري التركي في موسم 2005–2006، ثم لعب مع ريال مدريد لكرة السلة في الدوري الإسباني من سنة 2006 إلى 2008، ثم لعب مع زينيت سانت بطرسبرغ في الدوري الروسي في موسم 2008–2009، ثم لعب مع أنادولو إفيس من سنة 2009 إلى 2013، ثم لعب مع تورك تيليكوم في الدوري التركي في موسم 2013–2014، ثم لعب مع بشكتاش لكرة السلة في موسم 2014–2015.

## الإنجازات
- المركز الثاني في بطولة أمم أوروبا لكرة السلة 2001 مع منتخب تركيا لكرة السلة
- الدوري التركي لكرة السلة فاز بالبطولة أربع مرات مع نادي أنادولو إفيس لكرة السلة : 2002، 2003، 2004، 2009
- 2005-06 الدوري التركي لكرة السلة فاز بجائزة أفضل لاعب
- 2006-07 الدوري الإسباني لكرة السلة فاز بالبطولة مع ريال مدريد لكرة السلة
- 2006-07 كأس أوروبا لكرة السلة فاز بالبطولة مع ريال مدريد لكرة السلة
- 2008-09 كأس رئيس تركيا لكرة السلة (أفضل لاعب)

## روابط خارجية
- كرم تونتشري على موقع الاتحاد الدولي لكرة السلة (الإنجليزية)
- كرم تونتشري على موقع الدوري الأوروبي لكرة السلة (الإنجليزية)
- كرم تونتشري على موقع الدوري الإسباني لكرة السلة (الإسبانية)
- كرم تونتشري على موقع كرة السلة الأوروبية.كوم (الإنجليزية)
- كرم تونتشري على موقع ريلجم (الإنجليزية)
- كرم تونتشري على موقع بروبوليرز (الإنجليزية)
- كرم تونتشري على موقع سبورتس رفرنس (الإنجليزية)